# Houston Chronicle
Der Houston Chronicle ist die größte Tageszeitung im US-Bundesstaat Texas. Sie ist außerdem die neuntgrößte Zeitung in den Vereinigten Staaten.

## Geschichte

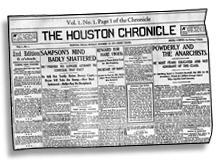
Erste Ausgabe der Zeitung vom 14. Oktober 1901.

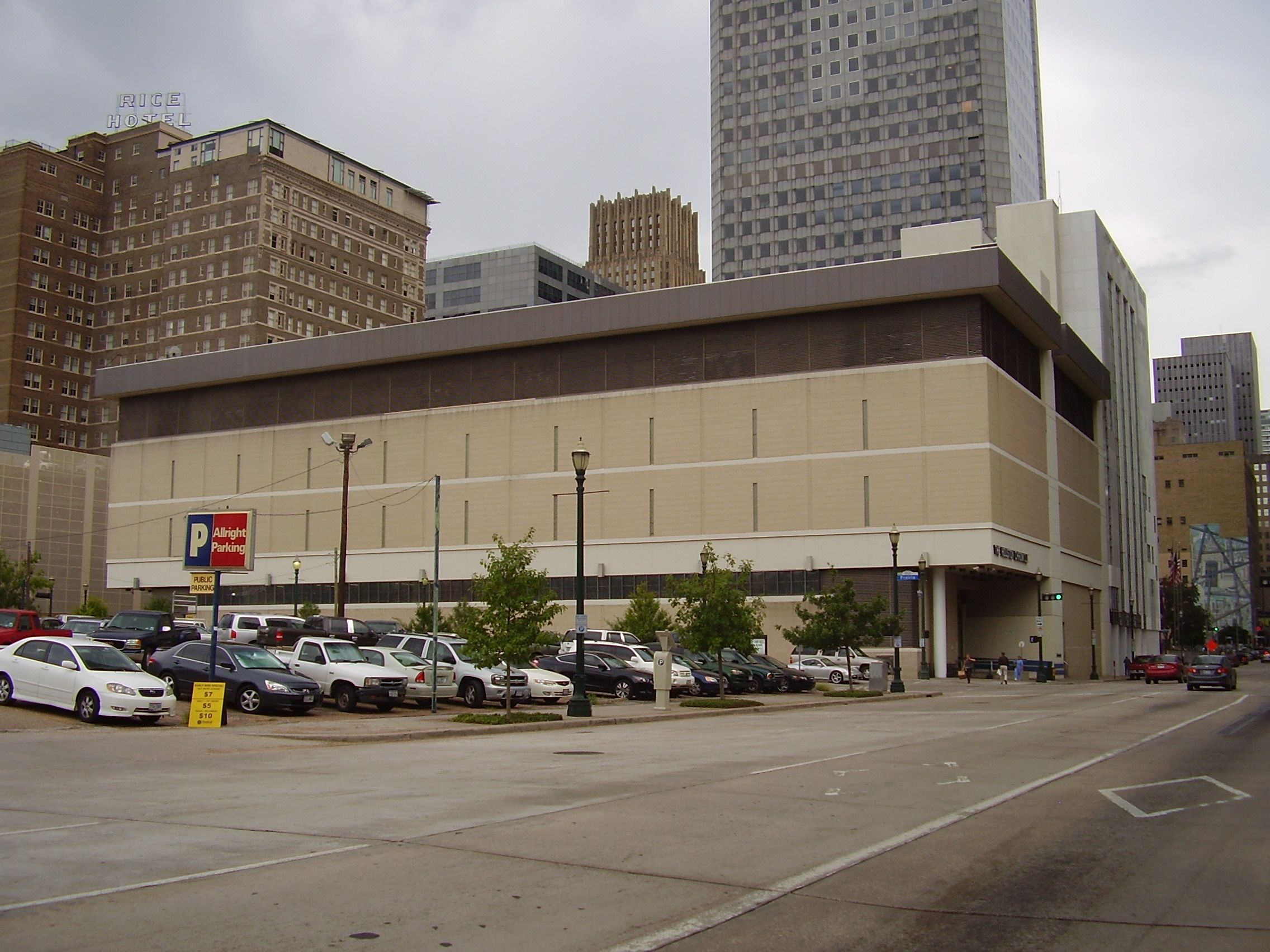
Hauptquartier der Houston Chronicle in Houston.

Der Houston Chronicle wurde 1901 von Marcellus E. Foster, einem ehemaligen Reporter der inzwischen eingestellten Houston Post, gegründet. Die erste Ausgabe erschien am 14. Oktober 1901 und wurde für zwei Cent das Stück verkauft, zu einer Zeit, als die meisten Zeitungen für fünf Cent das Stück verkauft wurden. Am Ende des ersten Monats hatte der Chronicle eine Auflage von 4378 – etwa einem Zehntel der Bevölkerung von Houston zu dieser Zeit. Innerhalb des ersten Jahres erwarb sie bereits den Daily Herald.
1911 startete der Herausgeber George Kepple das Programm Goodfellows. An Heiligabend ließ er einen Hut unter seinen Reportern zirkulieren und sammelte Geld, um einem Schuhputzjungen Spielzeuge zu kaufen. Goodfellows hat sich heute zu einem stadtweiten Programm entwickelt, das bedürftige Kinder im Alter zwischen zwei und zehn mit Spielzeugen versorgt. Es wird durch Spenden der Zeitung und ihrer Leser getragen. 2003 verteilte Goodfellows fast 250.000 Spielzeuge an mehr als 100.000 bedürftige Kinder in der Greater Houston Area.
1926 wurde Jesse H. Jones alleiniger Besitzer der Zeitung. Am 1. Mai 1987 kaufte die Hearst Corporation schließlich den Chronicle für 415 Mio. USD. Seit 1994 hat der Chronicle nur noch eine Morgenausgabe. Mit dem Ende der Houston Post im folgenden Jahr wurde der Chronicle zu Houstons einziger großen Tageszeitung.